# Hartvíkovice
Hartvíkovice là một làng thuộc huyện Třebíč, vùng Vysočina, Cộng hòa Séc.